# Danilo (Šibenik)
Danilo es una localidad de Croacia situada en el municipio de Šibenik, en el condado de Šibenik-Knin. Según el censo de 2021, tiene una población de 319 habitantes.

## Demografía
| Gráfica de población de Danilo 1857-2021                           |
|                                                                    |
| Según los censos de población de la Oficina de Estadísticas Croata |